# Picture Perfect (película de 2016)
Picture Perfect es una película romántica nigeriana de 2016 dirigida por Tope Alake. Fue producida por Biodun Stephen y estuvo protagonizada por Mary Njoku, Bisola Aiyeola, Bolanle Ninalowo. 

## Elenco
- Mary Njoku como Kunbi
- Bisola Aiyeola como Kiksy
- Bolanle Ninalowo como Jobe
- Ronke Ojo
- Salawa Abeni

## Recepción
Isabella Akinseye para The Vanguard en su reseña aplaudió la entrega mínima pero perspicaz de los miembros del elenco, particularmente el personaje de Ninalowo, quien se destacó por utilizar la energía necesaria para darle vida a Jobe. Ronke Ojo y Mary Njoku también fueron elogiados por tener actuaciones decentes. El humor de la actuación y la historia también se declaró como un punto alto en la película, lo que aseguró el valor del entretenimiento. Sin embargo, la falta de subtítulos suficientes y apropiados se identificó como un punto negativo. Además, también se indicó que la edición y el ritmo no se realizaron de manera profesional.
Obtuvo una calificación del 64% en Nollywood Reinvented, quien enfatizó la versatilidad de Ninalowo en la interpretación de diversos roles en películas. Resumía su revisión exponiendo que la utilidad de entretenimiento obtenida al ver la película fue lo que la hizo tan especial. En una reseña de talkafricanmovies, la película fue "recomendada", sin embargo, el guion y los aspectos de la trama fueron cuestionados como poco realistas. La actuación del elenco principal fue elogiada por ser talentosa y mostrar un aspecto diferente de los actores.
Chidumga Izuzu en su reseña para Pulse tituló "Picture Perfect" de Tope Alake hace honor a su título, al tiempo que elogia varias facetas de la película. Ife Olujuyigbe para True Nollywood Stories le dio una calificación del 60% mientras admitía la actuación ejemplar de Bolanle Ninalowo también se observó la de Mary Njoku como inapropiada étnicamente, pero modestamente creíble. La inclusión de Bisola Aiyeola como "Kiksy" se describió como "casi inútil", debido a la falta de formación de personajes individuales sobre las actividades de su vida en la película. Sin embargo, se dijo que había rescatado los lapsos con su actuación. El ritmo y algunas subtramas fueron criticadas por no estar bien hechas.

### Reconocimientos
Obtuvo cinco nominaciones en los Best of Nollywood Awards 2017, incluidas las categorías de mejor actor principal, mejor actriz de reparto, mejor uso de la comida nigeriana en una película, mejor vestuario y mejor maquillaje.